# Brad Winchester
Bradley A. "Brad" Winchester, född 1 mars 1981, är en amerikansk professionell ishockeyspelare som spelar för Chicago Blackhawks i NHL. Han har tidigare representerat San Jose Sharks, Anaheim Ducks, St. Louis Blues, Dallas Stars och Edmonton Oilers.
Winchester draftades i andra rundan i 2000 års draft av Edmonton Oilers som 35:e spelare totalt.